# Liechtenstein aux Jeux olympiques d'été de 2000
Le Liechtenstein a participé aux Jeux olympiques d'été pour la 13e fois en 2000 à Sydney avec une délégation de 2 athlètes, engagés dans deux sports. La délégation n'a pas remporté de médaille olympique.

## Athlètes engagés

### Judo
Femmes :
- Ulrike Kaiser (-52 kg)

### Tir
Hommes :
- Oliver Geissmann (carabine à 10 mètres)

## Sources
- (en) Cet article est partiellement ou en totalité issu de l’article de Wikipédia en anglais intitulé « Liechtenstein at the 2000 Summer Olympics » (voir la liste des auteurs).